# 1+9+8+2
1+9+8+2 utgivet 1982 är den brittiska rockgrupen Status Quos 17:e album. Albumet är det första albumet där trummisen Pete Kircher medverkar efter att John Coghlan slutat i bandet. Det är också det första där keyboardisten Andy Bown krediteras som fullvärdig medlem i bandet, på tidigare album krediterades han endast som gästmusiker.
1982 hade Status Quo funnits i 20 år och titeln '1+9+8+2' anspelar på detta eftersom summan av detta tal blir just 20. I låten 'I Want The World To Know" refereras det också till bandets tidigare hittar 'Rockin' All Over The World' och 'Down Down'.

## Låtlista
1. She Don't Fool Me (Parfitt/Bown) 4:30
  - Sång: Francis Rossi
2. Young Pretender (Rossi/Frost) 3:30
  - Sång: Francis Rossi
3. Get Out And Walk (Parfitt/Bown) 3:10
  - Sång: Francis Rossi
4. Jealousy (Rossi/Frost) 2:47
  - Sång: Francis Rossi
5. I Love Rock And Roll (Lancaster) 3:14
  - Sång: Alan Lancaster
6. Resurrection (Bown/Parfitt) 3:44
  - Sång: Rick Parfitt
7. Dear John (Gustafson/Macauley) 3:10
  - Sång: Francis Rossi
8. Doesn't Matter (Frost/Rossi) 3:34
  - Sång: Francis Rossi
9. I Want The World to Know (Lancaster/Lamb) 3:19
  - Sång: Alan Lancaster
10. I Should Have Known (Rossi/Frost) 3:28
  - Sång: Francis Rossi
11. Big Man (Lancaster/Green) 3:36
  - Sång: Alan Lancaster